# Liste von Saurierfährten
In dieser Liste sind Saurierfährten aufgeführt, also Fährten im öffentlichen Raum, die von  Sauriern stammen.

## Deutschland
| Bezeichnung                                                        | Bild           | Standort                                                                             | Bundesland        | Weitere Informationen |
| ------------------------------------------------------------------ | -------------- | ------------------------------------------------------------------------------------ | ----------------- | --- |
| Dinosaurierfährten von Obernkirchen                                | weitere Bilder | bei Obernkirchen, auf dem Bückeberg (Lage)                                           | Niedersachsen     | etwa 2700 Fußabdrücke verschiedener Dinosaurierarten in einem der Obernkirchener Sandsteinbrüche                                |
| Dinosaurierfährten von Barkhausen                                  | weitere Bilder | bei Barkhausen, einem Ortsteil von Bad Essen (Landkreis Osnabrück) (Lage)            | Niedersachsen     | Abfolgen fossiler Trittsiegel von sauropoden und theropoden Dinosauriern in einem stillgelegten Steinbruch im Linner Berg       |
| Saurierfährten Münchehagen im Dinosaurier-Park Münchehagen         | weitere Bilder | bei Münchehagen, einem Stadtteil von Rehburg-Loccum, in den Rehburger Bergen (Lage)  | Niedersachsen     | etwa 250 Fußabdrücke von Dinosauriern in einem ehemaligen Steinbruch                                                            |
| Geotop "Saurierfährten Euerdorf" / Museum Terra Triassica Euerdorf | weitere Bilder | Euerdorf (Landkreis Bad Kissingen, Unterfranken) (Lage)                              | Bayern            | Fährten von Dinosaurier-Vorläufern; siehe                                                                                       |
| Saurierfährten zwischen Külsheim und Bronnbach                     |                | an der Landesstraße L 509 zwischen Külsheim und Bronnbach (Main-Tauber-Kreis) (Lage) | Baden-Württemberg | Sandsteinplatte mit ca. 240 Mio. Jahre alten Fußabdrücken (überkreuzenden Saurierfährten) von Sauriern der Gattung Chirotherium |

## Weitere
| Bezeichnung                  | Bild | Standort                                     | Staat                  | Weitere Informationen |
| ---------------------------- | ---- | -------------------------------------------- | ---------------------- | --- |
| Saurierfährten (Oxfordshire) |      | Oxfordshire, auf dem Boden eines Steinbruchs | Vereinigtes Königreich | Mit rund 200 bisher freigelegten Abdrücken handelt es sich um die größte Fundstätte dieser Art in Großbritannien und eine der größten weltweit. Die längste ununterbrochene Fährte ist über 150 Meter lang. |